# Druhá bitva u Helgolandské zátoky
Druhá bitva u Helgolandské zátoky byla poslední námořní bitvou mezi Royal Navy a německým námořnictvem, ke které došlo za první světové války.
Součástí britské strategie v Severním moři, bylo kladení rozsáhlých minových polí, které měly bránit průniku ponorek do Atlantiku a omezovat pohyb německého loďstva. Při kladení min a německých pokusech o odminování, docházelo často k šarvátkám mezi lehkými silami (minolovky, torpédovky, torpédoborce). Nájezdy britských torpédoborců v druhé polovině roku 1917, přinutily německou admiralitu nasadit na ochranu minolovek těžké jednotky, včetně bitevních lodí. Jedna z minolovných akcí přerostla ve střet, známý i jako Druhá bitva v Helgolandské zátoce.

## Srovnání sil

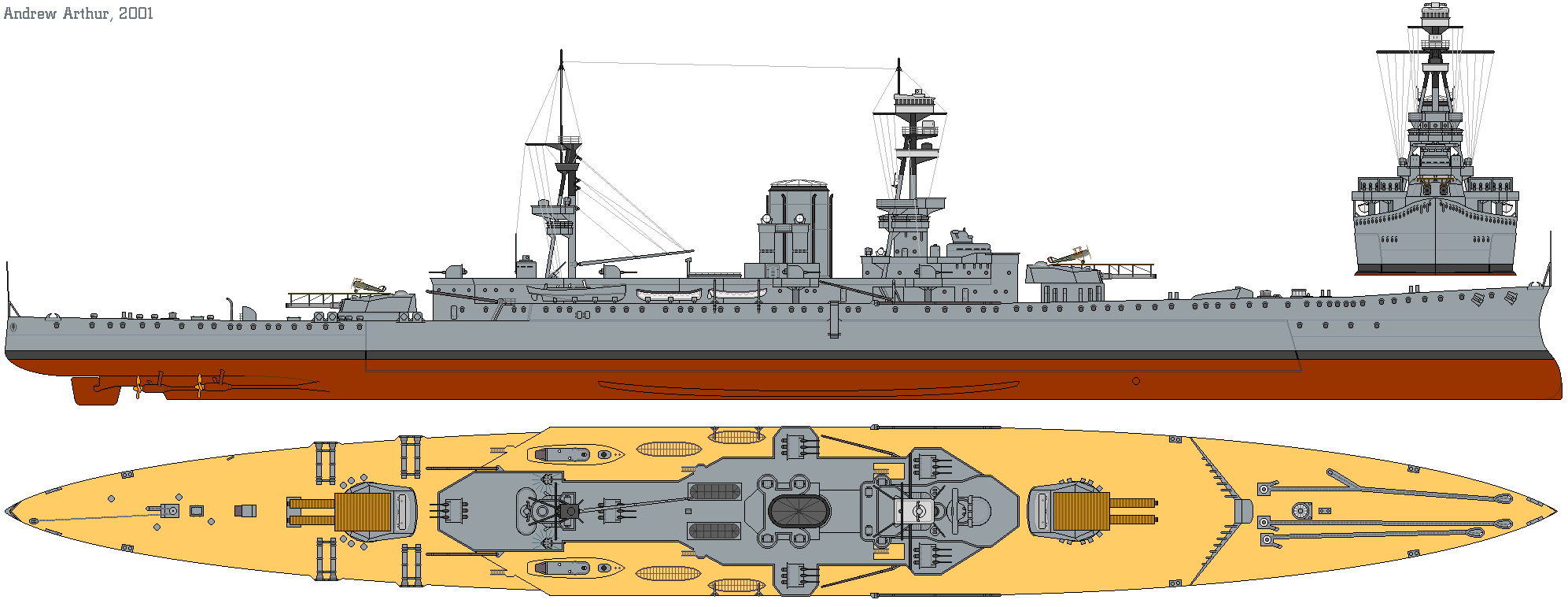
Lehký bitevní křižník HMS Glorious - slepá ulička vývoje válečných lodí

Na 17. listopadu 1917 byla naplánována minolovná operace, kterou měly provádět tři půlflotily minolovek a 4. skupina prorážečů minových přehrad. Na jejich ochranu vyplul svaz kontradmirála Ludwiga von Reutera, skládající se z osmi torpédoborců, 2. předzvědné skupiny, kterou tvořily lehké křižníky Königsberg II, Frankfurt, Pillau a Nürnberg II. Krytí jim poskytovala dvojice bitevních lodí Kaiserin a Kaiser.
Jelikož britská zpravodajská služba měla dobrý přehled o německých operacích, rozhodl admirál David Beatty, že se Britové pokusí Němce chytit do pasti a zničit. Pro tento úkol shromáždil velké síly.
Jádrem úderných sil byla 1. eskadra křižníků pod velením D. W. Napiera. Skládala se z lehkých bitevních křižníků Courageous a Glorious se 4 torpédoborci. Doprovod tvořila 6. eskadra lehkých křižníků (4 lehké křižníky, 4 torpédoborce, vlajkový křižník Cardiff) a 1. eskadra lehkých křižníků (4 lehké křižníky, 2 torpédoborce, vlajkový křižník Caledon).
Podporu svazu poskytla 1. eskadra bitevních křižníků (viceadmirál William C. Pakenham), šlo o bitevní křižníky Lion, Princess Royal, Tiger, Repulse a New Zealand (posila od 2. eskadry). Tento svaz chránil lehký křižník Champion a 8 torpédoborců.
Vzdáleným krytím byla 1. eskadra bitevních lodí, složená ze 6 bitevních lodí s doprovodem 11 torpédoborců.

## Průběh střetu
K místu střetu pluly pohromadě 1. eskadra křižníků s oběma eskadrami lehkých křižníků, 1. eskadra bitevních křižníků se držela o 10 mil pozadu a bitevní lodi dokonce o 50 mil pozadu. Když německé síly dopluly na místo setkání s minolovkami, zjistili, že pomocné minolovky tam nejsou. Kontradmirál Reuter se je na vlajkovém křižníku Königsberg II vydal hledat. Ostatní síly pokračovaly v přípravě na odminování. V 7:30 se objevil britský svaz a lehké bitevní křižníky Courageous a Glorious zahájily palbu, což bylo pro daleko slabší Němce nemilým překvapením. Velitel zbytku svazu, námořní kapitán Walter Hildebrand, nechal položit kouřovou clonu a kryl se třemi křižníky a torpédoborcem ústup minolovek. Všem kromě trawleru Kehdingen se podařilo uniknout.
Poté začal německý svaz, ke kterému se už připojil i Königsberg II, rovněž ustupovat. Britové, neobratně manévrující kvůli obavám z minových polí a mající špatný přehled díky kouřové cloně, mezitím zastavili svou beztak nepřesnou palbu. Když situaci pochopili, pokračovali v pronásledování a palbě. K útočníkům se přidal i bitevní křižník Repulse, který díky své vysoké rychlosti dohnal hlavní svaz. V té době došlo k prvním zásahům. Lehký křižník Cardiff, po zásahu třemi granáty ráže 150 mm, zachvátil požár. Krátce po 9 hodině zasáhl granát ráže 381 mm z Repulsu křižník Frankfurt a jeden ráže 152 mm zasáhl vlajkový Königsberg II. Němci pokládali stále nové kouřové clony, které ztěžovaly palbu.
Boj se v té době přesunul do oblasti, kde mělo být staré britské minové pole z roku 1915 a proto se část britských sil z boje odpoutala. Pokračovaly obě eskadry lehkých křižníků a Repulse. To už se ale střetnutí chýlilo ke konci, protože se do boje připojily bitevní lodi Kaiserin a Kaiser, které záhy lehce poškodily lehké křižníky Calypso a Caledon. Britské lodě před desátou hodinou obrátily a jejich ústup kryl palbou Repulse. Tomu se podařilo na velkou vzdálenost zasáhnout Königsberg II, který přišel o všechny komíny a vypukl na něm velký požár. Vážně poškozenou loď se ale podařilo zachránit. Tím střetnutí víceméně skončilo.

## Závěr
Druhá bitva u Helgoladské zátoky byla velkým neúspěchem Britů, kteří přes soustředění značných sil nedovedli zničit mnohem slabší německý svaz a utrpěli i o něco větší ztráty. Problémem bylo, že britští velitelé neměli aktuální informace o poloze minových polí v oblasti, což mělo negativní vliv na jejich taktiku. Navíc palba britských lodí byla velice nepřesná. Britové dosáhli pěti zásahů (dva z Repulse napáchaly značné škody) a Němci sedmi. Z 3 170 granátů, vypálených britskými lehkými křižníky zasáhly jen tři. Naopak němečtí velitelé si počínali velice obratně a povedlo se jim uchránit jak svěřené minolovky, tak neutrpět významné ztráty.